# Sebt Saiss
Sebt Saiss (en àrab سبت سايس, Sabt Sāys; en amazic ⵙⴱⵜ ⵙⴰⵢⵙ) és una comuna rural de la província d'El Jadida, a la regió de Casablanca-Settat, al Marroc. Segons el cens de 2014 tenia una població total de 10.488 persones.